# Ancistrocerus tibetanus
Ancistrocerus tibetanus är en stekelart som beskrevs av Giordani Soika 1966. Ancistrocerus tibetanus ingår i släktet murargetingar, och familjen Eumenidae. Inga underarter finns listade i Catalogue of Life.